# Sea Control Ship

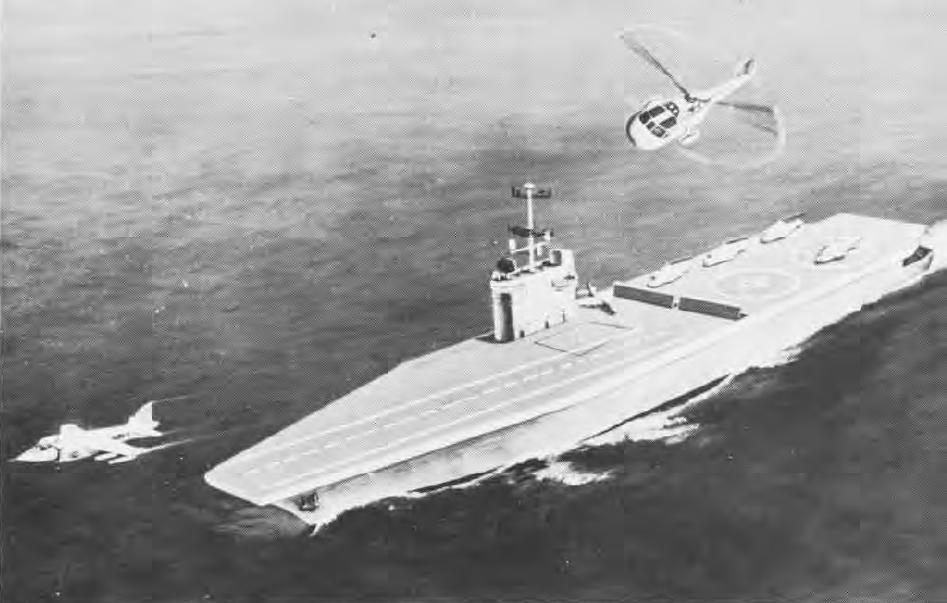
Concept de Sea Control Ship en 1972.

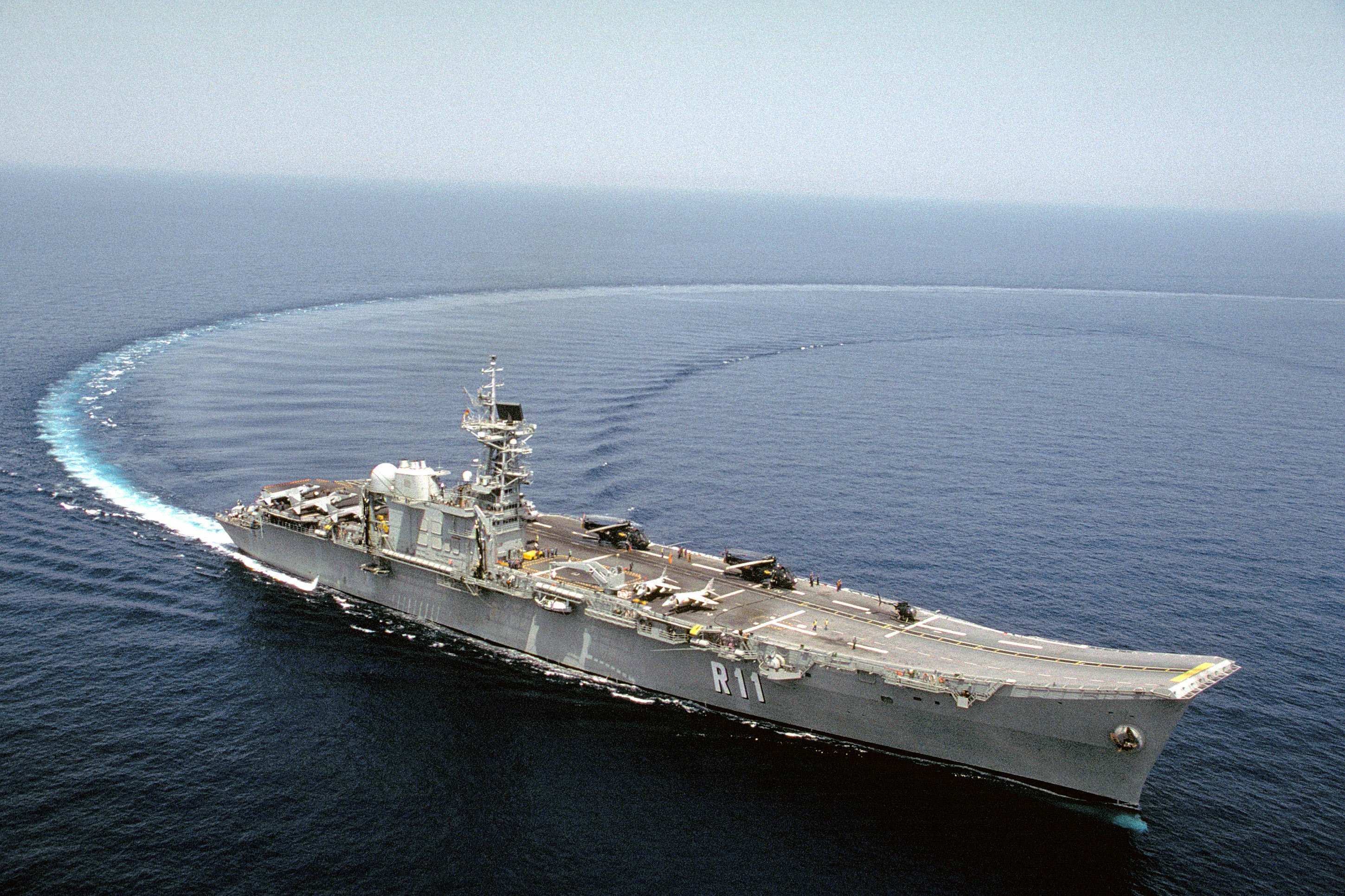
Le Príncipe de Asturias (R11) de l'Armada espagnole est basé sur ce concept.

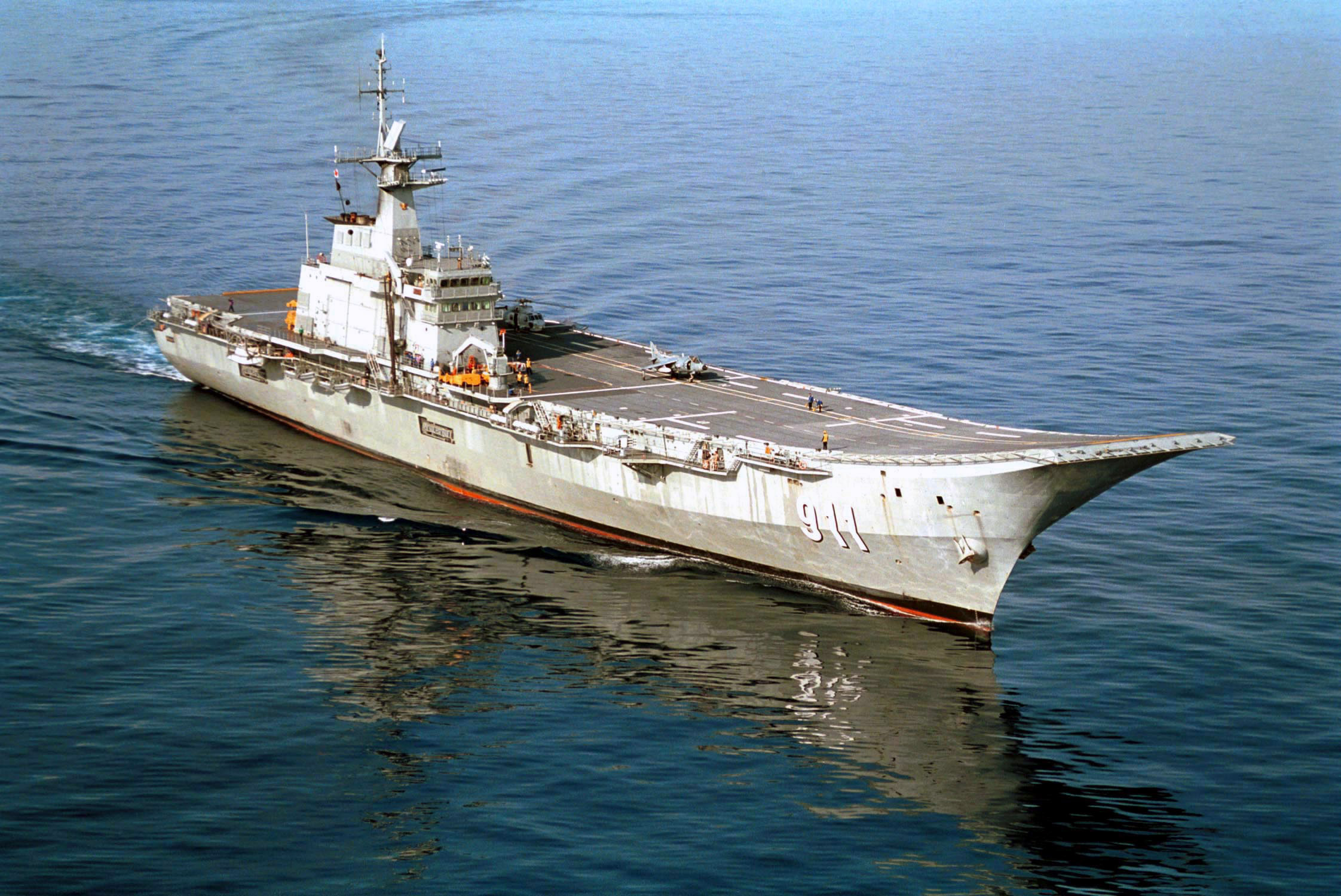
Le HTMS Chakri Naruebet thaïlandais basé sur le Principe de Asturias.

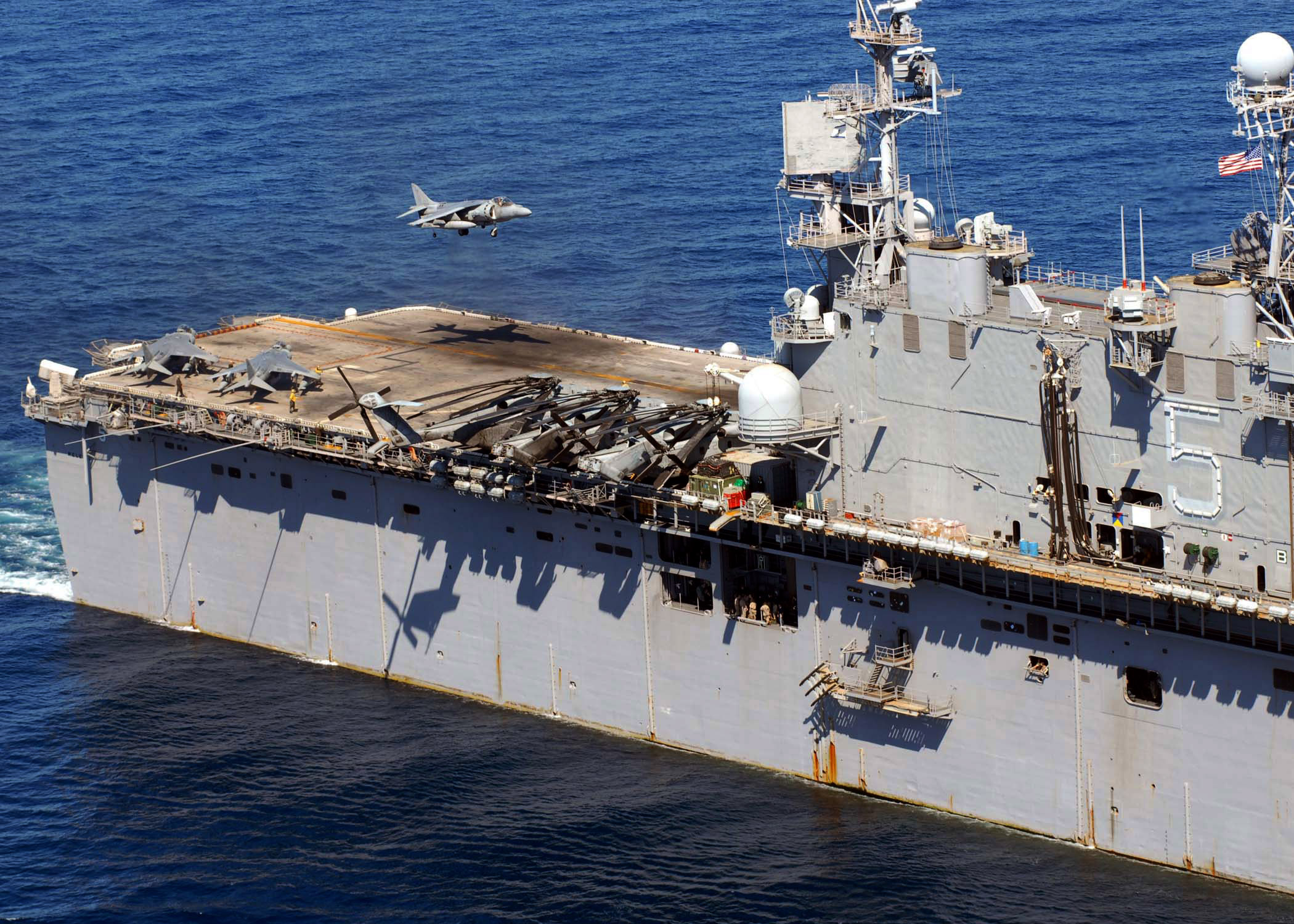
Les aéronefs équipant les navires de débarquement tel l' peuvent agir avec profit au soutien d'une force navale ou terrestres sans attendre l'appui des grands porte-avions.

Le Sea Control Ship est un concept de porte-avions modérément équipé, peu coûteux, produit en grande série et opérant dans des conflits de basse intensité qui remonte aux alentours de 1969.

## Origines
Durant la guerre froide, des projets sont étudiés en Occident pour contrer la menace sous-marine soviétique : construire de nouveaux porte-avions d'escorte (CVE), moderniser des existants ou convertir les derniers porte-avions de classe Essex en bâtiments de lutte anti-sous-marine (ASW), ce qui est fait sous la désignation CVS. L'United States Navy étudie en 1969 le Sea Control Ship (SCS), qui peut être considéré comme une résurgence du porte-avions d'escorte de la Seconde Guerre mondiale. L'ambition première du SCS est de modifier les derniers CATOBAR CV de classes Essex et Midway en STOVL, puis l'amiral Elmo Zumwalt, Chef des Opérations navales (CNO) théorise au début des années 1970 le concept « High-Low » : il recommande la construction de nouveaux bâtiments modérément équipés, moins coûteux, produits en grande série et opérant dans des conflits de basse intensité. 

## Caractéristiques
Ces bâtiments de « basse » technologie complètent (mais ne remplacent pas) les navires de « haute » technologie. Finalement, le projet, pourtant financé en 1973 (pour un total de huit unités avant 1978) n’est pas retenu par l'United States Navy, dont certains membres ont peur pour leurs grands porte-avions, nucléaires (comme l’amiral Hyman Rickover, « le père de la Marine nucléaire ») ou pas, et d’autres (comme l’analyste Norman Polmar) dubitatif sur les missions assignées au SCS. En 1976, Elmo Zumwalt écrit : « Leur prix devait être de 100 millions de dollars cours 1973 (
576 millions actuels), un huitième du coût d’un porte-avions nucléaire. Leur principale utilité en temps de paix est de montrer les couleurs dans des eaux dangereuses, en particulier la Méditerranée et le Pacifique ouest ; ainsi les gros porte-avions pourraient se retirer et se déployer hors de portée de la première frappe de l’ennemi, puis se placer en position favorable pour répondre à cette attaque, et enfin la contrer. En temps de guerre, les positions seraient inversées, les gros et puissants porte-avions croiseraient dans les eaux les plus dangereuses, détruisant le danger des missiles de croisière avec leurs avions et les sea control ships combattraient en haute-mer ».
Un appel d'offres pour un chasseur à décollage vertical supersonique devant être embarqué a bord est lancé en 1972. Le Rockwell XFV-12 l'emporte sur le Convair Model 200 (en) mais seul un prototype est construit en 1977 qui n'arrive pas à prouver sa viabilité. Il est annulé en 1981

## Bâtiments de type SCS
Les grands bâtiments d'assaut amphibie emportant des ADAC tels le AV-8B Harrier II et le F-35B peuvent éventuellement jouer ce rôle dans une optique d'appui au sol et de défense aérienne. On peut citer deux navires inspirés du concept de Sea Constrol Ship:
- Le Príncipe de Asturias de l'Armada espagnole;
- Le Chakri Naruebet, navire-amiral de la Marine royale thaïlandaise

Depuis 2019, l'US Navy teste le concept de Lightning Carrier similaire au Sea Control Ship. Après plusieurs essais sur la composition de son groupe aérien, le USS Tripoli (LHA-7) embarque en 2022 vingt chasseurs  F-35B.